# Jasione des montagnes
Jasione montana
Espèce
Classification phylogénétique
La Jasione des montagnes (Jasione montana) est une plante herbacée annuelle ou bisannuelle de la famille des Campanulacées.
Contrairement à ce que semble indiquer son nom, ce n'est pas une plante spécifiquement montagnarde : on la trouve dans presque toute la France, notamment le long du littoral atlantique et en Corse.

## Description
Haute de 5 à 50 cm, elle n'émet pas de stolons.

### Caractéristiques
Organes reproducteurs
La floraison a lieu de mai à septembre.
- Couleur dominante des fleurs : bleu
- Inflorescence : capitule simple
- Sexualité : hermaphrodite
- Ordre de maturation : protandre
- Pollinisation : entomogame, autogame

Graine
- Fruit : capsule
- Dissémination : épizoochore

Habitat et répartition
- Habitat type : pelouses vivaces des lithosols compacts (dalles) et mobiles (sables), acidophiles, médioeuropéennes, planitiaires-collinéennes
- Aire de répartition : atlantique[2], région méditerranéenne[3].

## Galerie

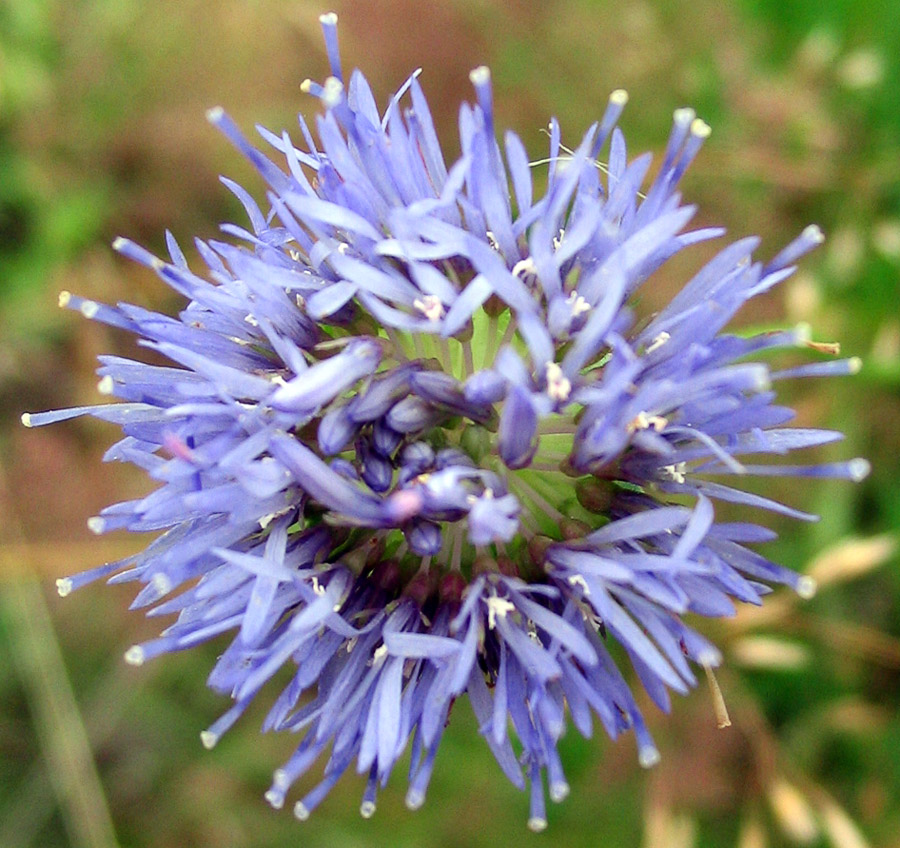
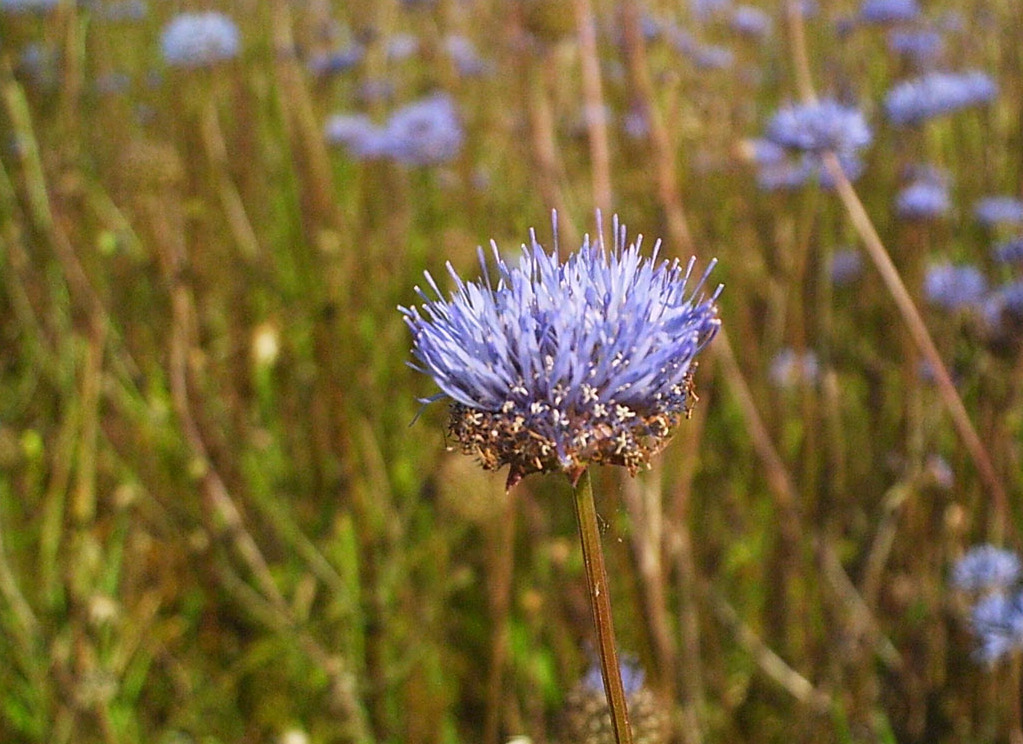
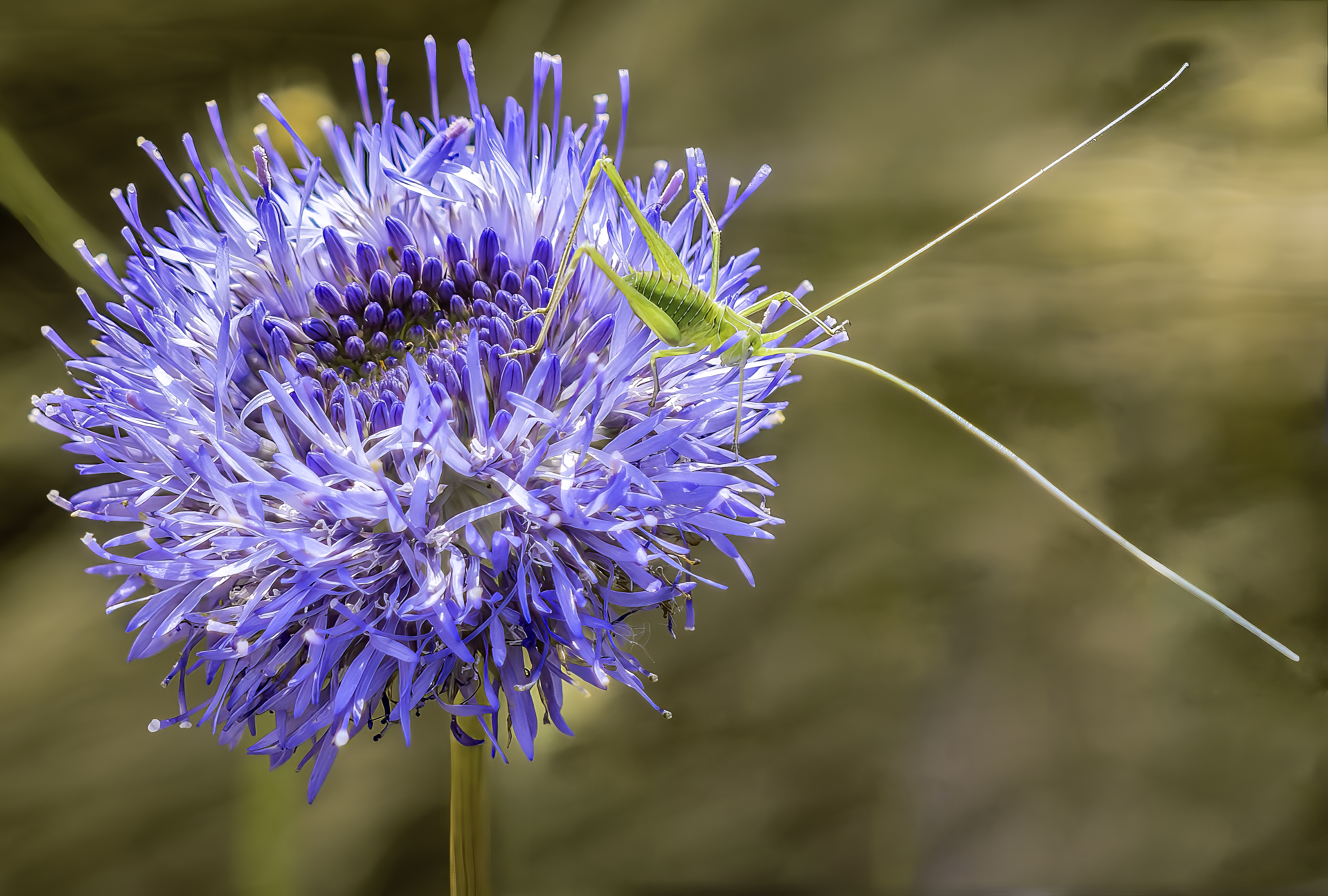
Tettigonia viridissima juvénile.
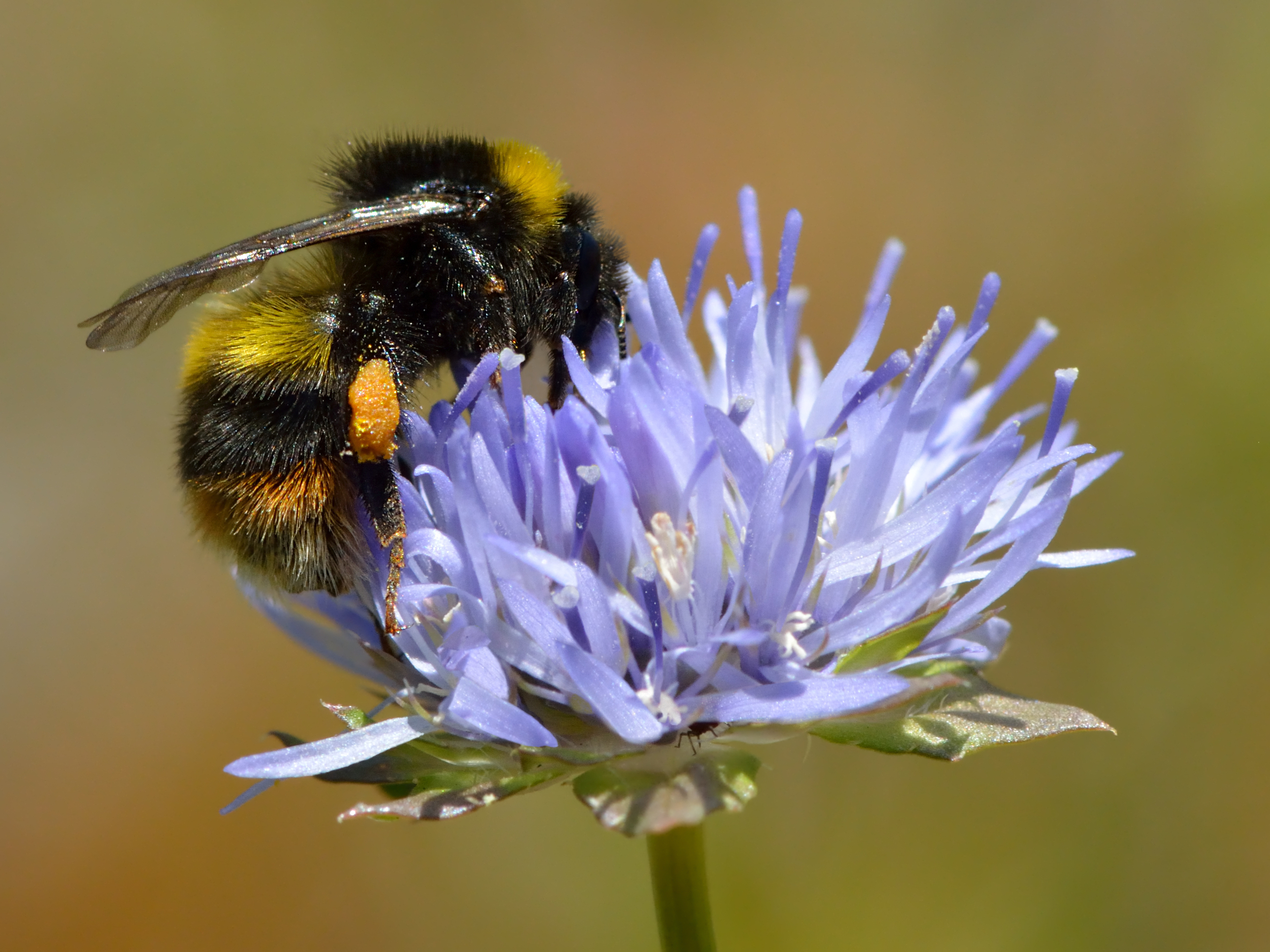